# Município de Tecate
Tecate é um município do estado do Baixa Califórnia, no México. A sua cabecera municipal e sede do governo é Tecate.